# André Lagrange
André Lagrange, né le 14 septembre 1889 à Paris et mort le 15 septembre 1958 à Arcueil, est un peintre français.

## Biographie
André Lagrange est le fils de Maurice Henri Lagrange, métreur en peinture, et de Berthe Désirée Mamy.
Élève de Fernand Cormon, Martial Hupé et Auguste Bertrand-Perrony aux Beaux-Arts de Paris, il débute au Salon parisien en 1910.
Engagé dans les combats de la Première Guerre mondiale, il en ressort avec citations et médailles. Il réalise d'ailleurs l’œuvre figurant sur le certificat de combattant de Verdun délivré par la Fédération nationale des associations d'anciens combattants de Verdun. En 1953, il réalise les illustrations de l'édition de Ceux de 14 écrit par Maurice Genevoix et édité par Durassié.
Il concourt pour le prix de Rome en 1919, 1920 et 1922, remporte le prix Rosa-Bonheur en 1924, le prix Eugène-Thirion en 1925 et le prix Jean-Jacques-Henner en 1927.

## Vie privée
En 1919, il épouse Marguerite Antoinette Chassaing.

## Distinctions
- Mention au Prix de Rome en 1920
- Décoré de la Croix de guerre
  - Cité à 6 reprises (3 citations à l'ordre de la division, et 3 à l'ordre du corps d'armée)
- Décoré de la Légion d'honneur
  - Chevalier en 1922[3]
  - Officier en 1957